# یاکوولف یاک-۲۰
یاک-۲۰ (به انگلیسی: Yakovlev_Yak-20) یک هواگرد ملخ‌پیشین تک‌موتوره از نوع هواپیمای آموزشی ساخت شرکت یاکوولف است. هواگرد یاک-۲۰ نخستین پروازش را در ۱۹۴۹ میلادی انجام داد. در مجموع، تعداد ۲ فروند از این هواگرد ساخته شده‌است.